# Red Rodney
Red Rodney, geboren als Robert Roland Chudnick (Philadelphia, 27 september 1927 - Boynton Beach, 27 mei 1994), was een Amerikaanse jazztrompettist.

## Biografie
Rodney werd al op 15-jarige leeftijd professioneel muzikant en werkte eerst in de swingbands van Jimmy Dorsey en Benny Goodman, later bij Gene Krupa, Claude Thornhill en in 1948/1949 in de Woody Herman Band. Hij werd bekend in het milieu van de boprevolutie van Charlie Parker en Dizzy Gillespie. Hij was wel de enige blanke jazztrompettist, die daaraan een toonaangevend aandeel had. Met Parker speelde hij belangrijke nummers in als Blues For Alice, Si Si, Swedish Schnapps en Back Home Blues. Hij behoorde in 1949 en 1950 tot Charlie Parkers band. Tijdens de tournees van de Parker-band door de zuidelijke staten moest Rodney doorgaan als (zwarte) roodharige albino om wegens de strenge rassenscheiding van deze tijd geen problemen te krijgen. Dit wordt indrukwekkend weergegeven in de film Bird (1988) van Clint Eastwood.
Tussen 1950 en 1951 speelde hij bij Charlie Ventura, daarna bij Oscar Pettiford. Tijdens de neergang van de bop begonnen bij Rodney gezondheidsklachten en drugsproblemen de kop op te steken. Een groot deel van de jaren 1950 bracht hij door in de gevangenis, verdween hij voor langere tijd van het jazztoneel en was hij werkzaam als muzikant in Las Vegas. In 1980 keerde hij terug met opmerkelijke opnamen. Hij nam platen op met Ira Sullivan en Charles McPherson, later met Chris Potter, Dick Oatts en Gerry Dial. Tot in de jaren 1990 bleef hij muzikaal actief.

## Overlijden
Red Rodney overleed in mei 1994 op 66-jarige leeftijd.

## Discografie

### Als leader
- 1951: First Sessions – Volume 3 (Savoy Records)
- 1952: Red Rodney Quintet - Modern Music from Chicago (Fantasy Records)
- 1957: Fiery (Signal/Savoy) wel zijn meesterwerk met Ira Sullivan, Tommy Flanagan, Oscar Pettiford en Philly Joe Jones.
- 1959: Red Rodney Returns (Argo Records)
- 1973: Bird Lives! (Muse Records)
- 1973/1981: Bluebird ((Muse Records)/Camden) compilatie van de Muse-opnamen van 1973 tot 1981
- 1974: Superbop (Muse Records)
- 1975: The Red Tornado (Muse Records)
- 1973: Red White and Blues (Muse Records)
- 1979: Home Free (Muse Records)
- 1980: Live at the Village Vanguard (Muse Records)
- 1981: Night and Day (Muse Records)
- 1982: The 3 R's (Muse Records)
- 1986: Alive in New York (Muse Records)
- 1986: No Turn On Red (Denon)
- 1988: Red Giant (SteepleChase Records)
- 1988: One For Bird (SteepleChase Records)
- 1988: Red Snapper (SteepleChase Records)
- 1992: Then And Now (Chesky Records)
- 1993: The Tivoli Session (SteepleChase Records)

### Als sideman (selectie)
- 1945: Charlie Ventura: 1945–1946 (Classics)
- 1946: Buddy Rich: 1946–1948 (Classics)
- 1948: Woody Herman: Keeper of the Flame (Capitol Records)
- 1949: Charlie Parker: The Complete Charlie Parker On Verve Records
- 1949: Charlie Parker: Swedish Schnapps (Verve Records)
- 1950: Charlie Parker: Bird at St. Nick's (OJC)